# Mena Intermountain Municipal Airport

i7
i11
i13
Der Mena Intermountain Municipal Airport (IATA: UMZ; ICAO: KMEZ) ist ein Flugplatz für allgemeine Luftfahrt, der sich 4 km südöstlich der Downtown von Mena befindet, einer Stadt in Polk County, Arkansas in den Vereinigten Staaten.

## Einrichtungen und Nutzung
Der Flugplatz Mena Intermountain Municipal Airport erstreckt sich über eine Fläche von 270 Hektar auf einer Höhe von 1080 Fuß (329 m) über dem Meeresspiegel. Er hat zwei Start- und Landebahnen mit Asphaltbelag. Der Flugplatz beherbergt auch Einrichtungen zur Reparatur und Umrüstung von Flugzeugen.
In dem am 31. Januar 2020 endenden 12-Monats-Zeitraum verzeichnete der Flugplatz 31.000 Flugbewegungen, durchschnittlich 85 pro Tag, davon waren 93 % allgemeine Luftfahrt, 5 % Lufttaxis und 2 % militärische Luftfahrt.

## Geschichte
1942 wurde auf dem Gelände ein Hangar und eine Flugschule eröffnet. Nach dem 2. Weltkrieg wurde das Gelände deutlich ausgebaut und ein Notlandeplatz für Flugzeuge errichtet. Eines der Hauptargumente für das Gebiet war seine zentrale Lage, etwa sechzig Meilen von Fort Smith und neunzig Meilen von Texarkana entfernt, ein guter Standort für einen Notflugplatz.

### Berichte über Drogenschmuggel
Es gibt eine Reihe von Anschuldigungen, dass der Mena Intermountain Municipal Airport ab Ende der 1980er Jahre von der CIA als Umschlagplatz für den Kokainhandel im großen Stil genutzt wurde. So soll Barry Seal hier regelmäßig gelandet sein und Drogen und Waffen geschmuggelt haben. Die CIA soll den Flugplatz auch genutzt haben, um Truppen und Soldaten für die Unterstützung der Contras in Nicaragua auszubilden. Drogen im Wert von drei bis fünf Milliarden US-Dollar aus Lateinamerika sollen geschmuggelt worden sein, wobei im Gegenzug Waffen zur Destabilisierung der linken Regierung in Nicaragua ausgeflogen worden sein sollen. Im Zusammenhang mit diesen Vorwürfen haben mehrere Untersuchungen stattgefunden. In der Presse wurde über das Thema berichtet, wobei auch prominente Persönlichkeiten wie Beamte der Reagan-Regierung, der damalige Gouverneur Bill Clinton und der Staatsanwalt von Saline County, Dan Harmon (der 1997 wegen zahlreicher Straftaten, einschließlich Drogen- und Erpressungsdelikten, verurteilt wurde), beschuldigt wurden, davon gewusst zu haben, daran beteiligt gewesen zu sein und/oder es vertuscht zu haben.
Sowohl auf Landes- als auch auf Bundesebene wurden Ermittlungsversuche unternommen, die jedoch erfolglos blieben. Barry Seal wurde 1986 in Louisiana erschossen und Ermittlungen zum Drogenhandel in Mena wurden aus Gründen der nationalen Sicherheit eingestellt.
Eine interne Untersuchung der CIA kam zu dem Ergebnis, dass die CIA weder in den Drogenhandel verstrickt gewesen sein, noch davon gewusst haben soll. In einem Bericht hieß es, dass die Behörde in Zusammenarbeit mit einer anderen Bundesbehörde eine Trainingsübung auf dem Flugplatz durchgeführt habe und dass die auf dem Flugplatz ansässigen Unternehmen „routinemäßige luftfahrtbezogene Dienstleistungen an der Ausrüstung der CIA“ durchgeführt hätten.

## Unfälle
Zwischen 1936 und 2008 sind hier 26 Flugzeuge verunfallt, wobei 71 Menschen ums Leben kamen. Der schwerste Vorfall ereignete sich am 31. Oktober 1945, als eine Douglas R4D-7 bei schlechtem Wetter abstürzte und alle 14 Menschen an Bord ums Leben kamen.